# Uruana de Minas
Uruana de Minas est une municipalité brésilienne de l'État du Minas Gerais et la microrégion d'Unaí.